# Стюарти з Б'юта

Ембрема (хрест) клану Стюарт з Б'юта.

Герб вождів клану Стюарт з Б'юта.

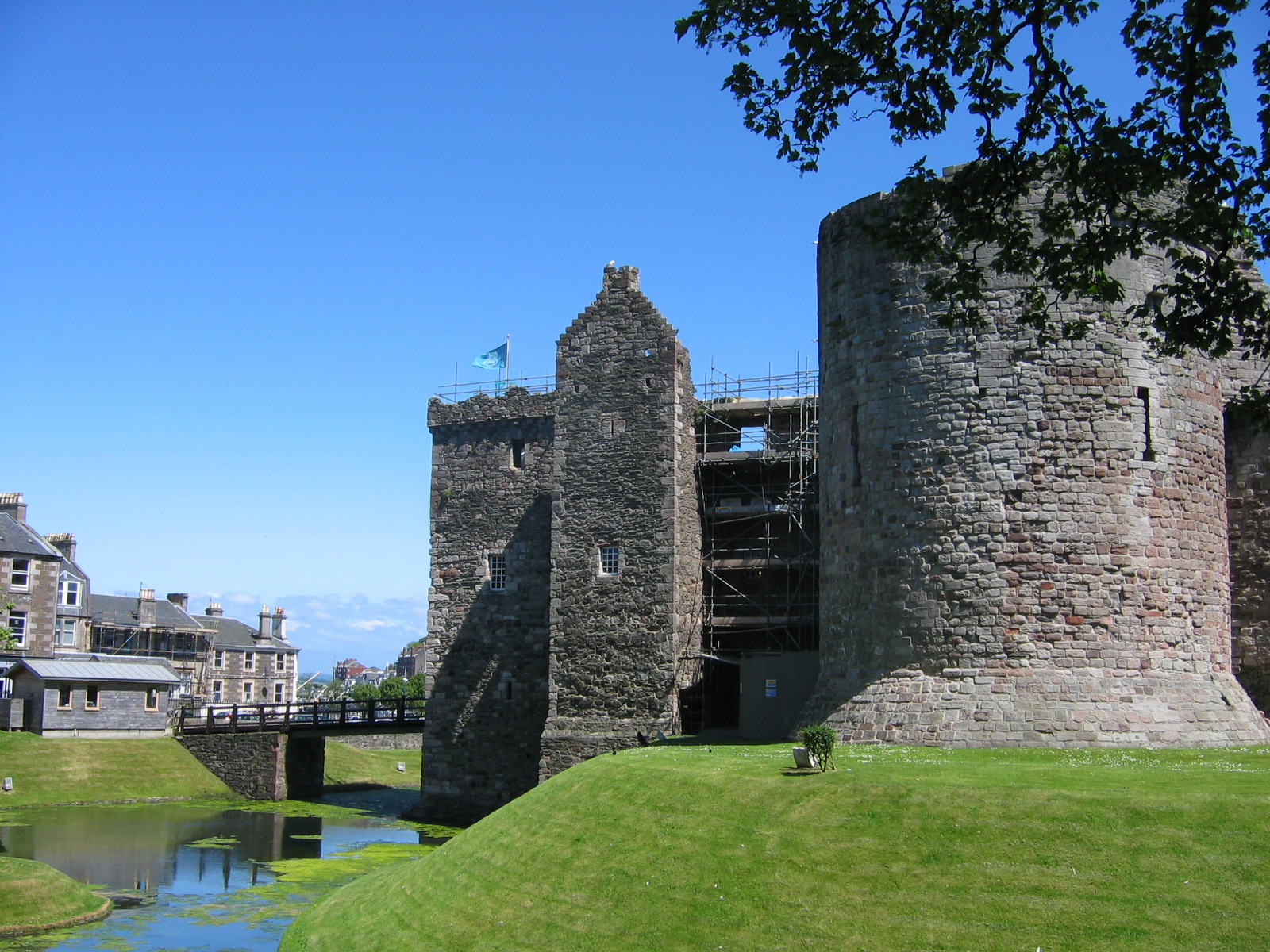
Замок Ротесей — резиденція вождя клану Стюрт з Б'юта у XVI—XVII століттях.

Клан Стюарт з Б'юта — (шотл. — Clan Stuart of Bute) — один з кланів гірської Шотландії (Гайленд), одна з гілок клану Стюарт.

## Історія клану Стюарт з Б'юта

### Походження
Стюарти або Сенешаль Дол походять з Бретані, прийшли до Шотландії через Англію, коли король Шотландії Девід І повернувся в 1124 році і повернув собі трон. У Шотландії Стюарти піднялися до високих звань, ставли Високими Стюартами Шотландії. Внаслідок шлюбу з Марджорі, дочкою короля Роберта Брюса, Стюарти отримали право на престол Шотландії, коли король Шотландії Девід II, єдиний син Роберта Брюса помер.
Роберт Стюарт, який правив як король Роберт II, дав своєму молодшому синові, Джону, острови Б'ют, острів Арран, острів Кумбре. Король подарував йому ці землі в графстві і посаду шерифа. Це було підтверджено в статуті короля Шотландії Роберта III в 1400 році.

### XV століття
Джеймс Стюарт був шерифом Б'ют між 1445 і 1449 роками. Його наступником став його син — Вільям, який був також охоронцем замку Бродік на острові Арран. Його син — Нініан Стюарт був затверджений на посаді шерифа Б'ют і земель Ардмалейш (шотл. — Ardmaleish), Грінан (шотл. — Greenan), Мілл Кілкаттен (шотл. — Mill Kilcatten), а також Коррігілліс (шотл. — Corrigillis). Нініан Стюарт отримав звання капітана і охоронця замку Ротсей на острові Б'ют в 1498 році від короля Шотландії Джеймса IV. Клан вважає досі це високою честю і відзначає це знаками на своєму гербі.

### XVI століття
Нініан Стюарт був одружений тричі. У 1539 році його замінив на посаді вождя клану його син Джеймс Стюарт. Джеймс постраждав під час війни між графом Арран, що був регентом Шотландії і графом Леннокса. Джеймсу Стюарту успадкував його син — Джон, що був присутній на засіданнях парламенту Шотландії в Единбурзі як комісар з Б'ют.

### XVII століття
У 1627 році сер Джеймс Стюарт Б'ют став баронетом з Нової Шотландії. Цей титул йому подарував король Англії та Шотландії Карл I. На початку громадянської війни сер Джеймс Стюарт Б'ют командував гарнізоном замку Ротесей (шотл. — Rothesay). Замок і гарнізон він утримував за свій рахунок і хоробро бився за короля. Сер Джеймс Стюарт Б'ют був призначений королівським лейтенантом за заході Шотландії. Він вирішив заволодіти замком Думбартон, але два фрегати, які були направлені для надання допомоги потрапили у штормову погоду, причому один з них був повністю зруйнований. У результаті сер Джеймс Стюарт був змушений тікати до Ірландії. Коли Олівер Кромвель переміг, сер Джеймс Стюарт був змушений заплатити істотний штраф, щоб якось викупити свої маєтки, які були накладено арешт.
Онук сера Джеймса Стюарта — ще один Джеймс Стюарт у 1681 році був призначений полковником місцевої міліції. Цей Джеймс Стюарт підтримав Вільгельма Оранського і його дружину — королеву Марію Стюарт.

### XVIII століття
Під час правління королеви Анни — королеви Великої Британії, Джеймс Стюарт став таємним радником і комісаром для проведення переговорів щодо укладення договору Союзу Англії та Шотландії. Він отримав титул граф Б'ют в 1703 році, а також титул віконта Кінгарт (шотл. — Kingarth), лорда Стюарт, Кумра та Інхмарнок. Однак до 1706 року граф був упевнений, що союз з Англією не працюватиме, і припинив свою підтримку Союзу, коли він зрозумів, що парламент голосуватиме на користь альянсу. Джеймс Стюарт одружився зі старшою дочкою сера Джорджа Маккензі з Росехау.
Під час правління короля Великої Британії Георга I, Джеймс Стюарт — ІІ граф Б'ют, був призначений комісаром з торгівлі і поліції Шотландії, лордом-лейтенантом Б'ют, а також лордом королівської опочивальні. Під час повстання якобітів у 1715 році він командував загонами міліції Б'юта і Аргайлу і зробив все, щоб ця частина країни лишалась мирною.
Джон Стюарт, ІІІ граф Б'ют був наставником принца Георга і коли він став королем Георгом III, граф Б'ют став таємним радником і першим лордом казначейства. Він уклав договір з Францією в 1763 році, який завершив Семирічну війну. Його наступником став його син — Джон лорд Маунт Стюарт, який одружився з спадкоємицею графа Дамфріс — Патрік Крайтон. У 1796 році затверджують як графа Б'ют і надають титул до маркіза Б'ют.

### Сучасна історія
Джон Крайтон-Стюарт — ІІ маркіз Б'ют був відомим промисловим магнатом, що створив доки в місті Кардіфф, щоб конкурувати з доками Ліверпуля. До 1900 року Кардіфф став найбільшим вугільним портом у світі. Джон Крайтон-Стюарт — ІІІ маркіз Б'ют від реставрував замок Коч (шотл. — Castell Coch) і замок Кардіфф (шотл. — Cardiff Castle). Це він зробив як данину поваги до мистецтва високого середньовіччя.

## Вождь клану
Вождем клану Стюарт Б'ют нині є Джон Крайтон-Стюарт — VII маркіз Б'ют, що більш відомий як гонщик Джонні Дамфріс. Він став наступником свого батька — VII маркіза Б'ют у 1993 році, що мав пристрасть до шотландської старовини і отримав лицарське звання за свої зусилля по дослідженню і збереженню шотландської старовини, перш ніж він помер в 1993 році.

## Замки клану
- Замок Бродік (шотл. — Brodick Castle)
- Замок Ротесей (шотл. — Rothesay Castle)